# Coniophore des caves
Coniophora puteana
Espèce
Coniophora puteana, de son nom vernaculaire, le champignon des caves, aussi appelé coniophore bosselé, est un champignon lignivore saprophyte et ubiquiste responsable de la pourriture cubique.

## Description
La partie végétative du coniophore des caves est un mycélium composé d'hyphes qui se développent dans les cavités du bois. En surface, les hyphes s'agglomèrent ou s'entremêlent et forment soit un amas cotonneux d’abord de couleur jaune-blanc devenant brun à brun foncé avec l’âge, soit des rhizomorphes bruns qui tournent au noir en vieillissant.
Le sporophore a une peau mince de couleur jaune brun, formant une croûte, très fragile à l’état sec. Zone de croissance de couleur jaune blanchâtre à jaune brun.
Conditions de développement :
- température : de 5 à 35 °C, optimum de 22 à 26 °C,
- humidité du bois : de 50 à 60 %,
- atmosphère confinée et obscurité (se rencontre dans les caves, dans les cales des bateaux, etc.)

Le coniophore des caves se nourrit du bois en détruisant la cellulose (sans toucher à la lignine), il provoque la pourriture cubique.
Très voisin des mérules, il est cependant moins fréquent à cause de ses besoins en eau supérieurs. Ses rhizomorphes ne sont pas capables de transporter d'eau, ils sont cependant, comme ceux de la mérule capables de franchir plusieurs mètres de maçonnerie. Son mycélium est plus clairsemé mais la confusion entre les deux champignons est cependant possible.